# لوكريشا بيبودي وليم
لوكريشا بيبودي وليم (بالإنجليزية: Lucretia Peabody Hale)‏ (2 سبتمبر 1820، بوسطن في الولايات المتحدة - 12 يونيو 1900)؛ كاتِبة مُتخصِّصة في أدب الأطفال، سياسية وروائية أمريكية.

## روابط خارجية
- لوكريشا بيبودي وليم على موقع الموسوعة البريطانية (الإنجليزية)
- لوكريشا بيبودي وليم على موقع إن إن دي بي (الإنجليزية)